# Kamčija
Kamčija (bulharsky Камчия) je řeka ve východním Bulharsku (Šumenská, Varenská oblast). Je 245 km dlouhá včetně zdrojnice Goljama Kamčija. Povodí má rozlohu 5400 km².

## Průběh toku
Vzniká soutokem řek Goljama Kamčija a Luda Kamčija, které pramení mezi východními výběžky pohoří Stara planina. Na horním a středním toku má horský charakter. Na dolním toku teče dnem široké bažinaté doliny přes přímořskou rovinu Longoz. Ústí do Černého moře.

## Vodní režim
Nejvyšších vodních stavů dosahuje v zimě a na jaře. V létě a na podzim hladina výrazně klesá. Průměrný roční průtok vody v ústí činí přibližně 23 m³/s, maximální až 500 m³/s.